# ШОСО „14. октобар” Ниш
ШОСО „14. октобар” је школа за основно и средње образовање деце са сметњама у развоју и поред образовања деце у оквиру школе, у процесу инклузивног образовања пружа подршку деци која имају сметње у развоју, а похађају редован систем образовања у Нишу. Налази се у улици Гоце Делчева 2 у општини Палилула.

## Историјат
Прво одељење за децу са посебним потребама је формирано у Основној школи „Вожд Карађорђе” 1937. године, а убрзо и у Основној школи „Краљ Александар”. Ова одељења су радила до 1944. године, наставак рада је био 1952. у данашњој школи „Радоје Домановић”. Данас се школа „14. октобар” налази у наменски саграђеном објекту у који се уселила 1972. године и који је површине 2500 метара квадратних. Објекат се састоји од девет учионица, четири радионице, фризерског салона, два кабинета за наставу, фискултурне сале, просторије за продужени боравак, трпезарије као и све просторије потребне за рад стручних сарадника: логопеда, социјалног радника и психолога и административног особља. У дворишту школе су доступни травнати и асфалтирани спортски терен. У оквиру школе постоје и раде спортске, културно–забавне и друге секције, као и Ученичка задруга „Наша нада”. Основну школу похађа деведесет ученика у петнаест одељења, патронажа обухвата два ученика, а средњу школу похађа деведесет и шест ученика у дванаест одељења. Дан школе је 14. октобра, а школска слава Свети Сава 27. јануара.